# Coenosia angustifrons
Coenosia angustifrons är en tvåvingeart som beskrevs av Stein 1913. Coenosia angustifrons ingår i släktet Coenosia och familjen husflugor. Inga underarter finns listade i Catalogue of Life.